# Tönnersjö tingslag
Tönnersjö tingslag var till 1891 ett tingslag i Hallands län i Hallands södra domsaga. Tingsplatsen var från 1746 ambulerande efter att före dess varit Trönninge.
Tingslaget omfattade Tönnersjö härad. 
Tingslaget uppgick 1891 i Halmstads och Tönnersjö tingslag.